# Cethosia gabinia
Cethosia gabinia är en fjärilsart som beskrevs av Gustav Weymer 1883. Cethosia gabinia ingår i släktet Cethosia och familjen praktfjärilar. Inga underarter finns listade i Catalogue of Life.